# Fosco Dubini
Fosco Dubini (* 1954 in Zürich) ist ein Schweizer Regisseur und Dokumentarfilmer. Seine Filme realisierte er in enger Zusammenarbeit mit seinem Bruder Donatello Dubini.

## Leben
Er studierte von 1975 bis 1981 Filmwissenschaft an der Universität Köln und erstellte seine Magisterarbeit über Die Entwicklung des Schweizer Dokumentarfilms.
Seinen ersten Dokumentarfilm Gösgen – Ein Film über die Volksbewegung gegen Atomkraftwerke über das Kernkraftwerk Gösgen realisierte er 1978 gemeinsam mit seinem Bruder. Es folgten Dokumentarfilme über den verschollen italienischen Physiker Ettore Majorana, den Atomspion Klaus Fuchs und den bayrischen Märchenkönig Ludwig II.
Mit späteren Werken wandten sich die Gebrüder Dubini verstärkt Film- und Kunst-Themen zu. So entstanden Dokumentarfilme über die Schauspielerin Jean Seberg, den Schriftsteller Thomas Pynchon oder die Schauspielerin Hedy Lamarr.
2001 verfilmten beide das Reisetagebuch der Annemarie Schwarzenbach unter dem Titel Die Reise nach Kafiristan.
Dubini ist Mitglied im Filmkollektiv Zürich und des Kölner Filmhaus'. Seit 1991 lehrt er an der École supérieure d'art visuel in Genf.

## Filmografie (Auswahl)
- 1978: Gösgen – Ein Film über die Volksbewegung gegen Atomkraftwerke
- 1986: Das Verschwinden des Ettore Majorana
- 1989: Klaus Fuchs – Atomspion
- 1993: Ludwig 1881
- 1995: Jean Seberg: American Actress
- 2001: Thomas Pynchon: A Journey Into the Mind of P.
- 2001: Die Reise nach Kafiristan
- 2005: Hedy Lamarr: Secrets of a Hollywood Star
- 2014: Die innere Zone

## Auszeichnungen
- 1987: Förderpreis des Landes Nordrhein-Westfalen für junge Künstlerinnen und Künstler
- 1990: Bayerischer Filmpreis, gemeinsam mit seinem Bruder Donatello Dubini